# Bruno Miguel (ator)
Bruno Miguel Pereira Leite (Rio de Janeiro, 6 de julho de 1982) é um ator, cantor, compositor, dublador e publicitário brasileiro.
Desde muito jovem, Bruno já estava envolvido no meio artístico por conta de seu pai. Em 1995, ele dublou seus primeiros filmes, O Pestinha 3 e Toy Story – Um Mundo de Aventuras. Em 1999, ele estreou na televisão como ator no elenco de Chiquititas, mas foi em 2005 que ganhou notoriedade ao estrelar Floribella e em seguida Caminhos do Coração em 2007. Em 2010, começou a investir na carreira como publicitário, onde tornou-se extremamente bem sucedido no ramo e veio a ganhar diversos prêmios internacionais, incluindo o mais importante do ramo, o Cannes Lions em três ocasiões. Ao total, ele acumula mais de 48 prêmios por seus trabalhos publicitários.
Por sua notoriedade profissional, ele possui o visto EB-1 para residir nos Estados Unidos.

## Biografia

### Carreira
Bruno iniciou a carreira como dublador em 1995, dublando os clássicos O Pestinha 3 e Toy Story – Um Mundo de Aventuras. Nos quatro anos seguintes, ele permaneceu apenas como dublador em trabalhos como Arthur, O Pato Donald e Seus Sobrinhos e Space Jam: O Jogo do Século. Em 1999, fez sua estreia na televisão como ator no elenco de Chiquititas no SBT. Mais tarde, ele foi para a Rede Globo, onde fez seu primeiro trabalho em As Filhas da Mãe e em seguida participou de Malhação, ganhando destaque por cantar a canção “Faz Assim”, que veio a emplacar como um mini hit entre os telespectadores. A canção foi mais tarde regravada pelo grupo Sorriso Maroto.
Logo em seguida, ele passou a cantar várias vezes no programa Xuxa no Mundo da Imaginação como atração especial. Em 2005, ele cantou a abertura do desenho American Dragon: Jake Long. No mesmo ano, ele ingressou na Band e figurou o elenco de Floribella como Leonardo/DiCaprio, onde cantou na segunda trilha sonora na canção "Vem Dançar".
Em 2007, entrou para o elenco de Caminhos do Coração como o mutante Lupi, possuindo habilidade de transformismo animal. Após 39 episódios, ele contou para o diretor Alexandre Avancini que desejava sair da trama, pois estava comprometido e ansioso de gravar seu primeiro álbum. Em 2009, o álbum foi lançado sob o título de Meu Mundo.
Além disso, ele também protagonizou o personagem Rolf no musical A Noviça Rebelde em 2008.
 Ao longo de sua carreira, já atuou em mais de 100 comerciais.
Em 2010, decidiu seguir a carreira na área de publicidade e abriu uma produtora de filmes publicitários em 2011, "Mouse House", focada em fashion films, voltados para marcas de moda. A empresa obteve sucesso rapidamente e chamou a atenção da concorrência, até que em 2016 recebeu uma proposta de fusão e criou a "MovieMachine". Ele já dirigiu celebridades como Ana Maria Braga, Giovanna Antonelli, Thiago Lacerda, Marcos Veras, Eduardo Sterblitch, Rafael Portugal, Preta Gil, Jota Quest, Skank, Lulu Santos, Luiza Possi, Eliana, Marcelo Adnet, Mariana Ximenes, entre outroas marcas, como, Coca-Cola, Gol, TIM, Google, Texaco, Unilever, Amil e Fox. Hoje, a empresa figura como uma das 10 maiores produtoras de filmes do Brasil.

## Prêmios e indicações
Devido seu excelente trabalho publicitário, Bruno já recebeu diversos prêmios ao redor do mundo, incluindo três vezes o Cannes Lions, prêmio mais importante do meio publicitário. Dentre os outros prêmios, destaca-se Clio Awards, El Ojo de Iberoamerica, Grandprix B9, AdStars, Epica Awards, YoungGuns NY Festivals, The One Club, Wave Festival, Lusos, MMA SMARTIES e Prêmio Colunista.
Ele também já atuou como palestrante ministrando um painel sobre produção audiovisual no Festival ABP 2018 e figurou como jurado em prêmios como o Prêmio Colunistas 2019.

## Vida pessoal
Ele é filho do cantor Márcio Greyck e de Maria da Conceição Miguel Leite. Devido sua notoriedade profissional na área da publicidade, ele possui o visto EB-1 para residir nos Estados Unidos.
Ao longo de sua vida, ele já namorou diversas celebridades, como: Letícia Colin, Larissa Queiroz, Karoline Pinheiro, Carolina Magalhães e Ana Paula Tabalipa. Em 29 de agosto de 2017, casou-se na Disney com a modelo Maquéli Gewehr. Onde tiveram a lua de mel em um cruzeiro pelo Caribe.

## Filmografia

### Televisão
| Ano    | Título                   | Personagem                | Notas                 |
| ------ | ------------------------ | ------------------------- | --------------------- |
| 1999   | Chiquititas              | Gustavo                   |                       |
| 2000   | Passa ou Repassa         | Ele mesmo                 |                       |
| 2001   | As Filhas da Mãe         | Edmundo                   |                       |
| 2002   | Malhação                 | Breno                     | [ 21 ]                |
| 2003   | Mulheres Apaixonadas     | Júnior                    |                       |
| 2003   | Sítio do Picapau Amarelo | Zeca                      |                       |
| 2004   | A Diarista               | Jeremias                  |                       |
| 2004   | Começar de Novo          | Milton                    |                       |
| 2005   | América                  | Max                       |                       |
| 2005–6 | Floribella               | Leonardo Malta (DiCaprio) |                       |
| 2007–8 | Caminhos do Coração      | Lupi                      | 39 episódios          |
| 2009   | Zorra Total              | Filho do Senador          | "Quadro da Lady Kate" |
| 2010   | Ribeirão do Tempo        | Paraquedista              | [ 22 ]                |
| 2011   | Programa Sílvio Santos   | Ele mesmo                 |                       |

### Cinema
| Ano  | Título                                | Personagem        | Notas          |
| ---- | ------------------------------------- | ----------------- | -------------- |
| 1998 | 54                                    | Boyd              | Dublagem       |
| 1997 | Xuxa Requebra                         | Pedro             |                |
| 2000 | O Barato é Ser Careta                 |                   | Curta metragem |
| 2009 | Divã                                  | Namorado          | [ 23 ]         |
| 2009 | A Esperança Está Onde Menos Se Espera | Miúdo no bairro 1 |                |

### Teatro
| Ano  | Título           | Personagem | Notas |
| ---- | ---------------- | ---------- | ----- |
| 2008 | A Noviça Rebelde | Rolf       |       |

### Vídeo game
| Ano  | Título        | Personagem      | Notas         |
| ---- | ------------- | --------------- | ------------- |
| 1994 | O Rei Leão    | Simba (Criança) | Músicas e voz |
| 1996 | Toy Story     | Andy            | Voz           |
| 2001 | Monstros S.A. | Harry           | Voz           |

### Dublagem
| Seriados          | Seriados                             | Seriados                      | Seriados                                   |
| Ano               | Título                               | Personagem                    | Notas                                      |
| ----------------- | ------------------------------------ | ----------------------------- | ------------------------------------------ |
| 1999–05           | Parceiros da Vida                    | Jimmy Doherty                 | Segunda voz 1ª–3ª temporada: 70 episódios  |
| 2000–05           | Tal Mãe, Tal Filha                   | Dean Forester                 | 61 episódios                               |
| 2001–03           | Nos Bastidores do Poder              | Charlie Young                 | Segunda voz 3ª–4ª temporada: 44 episódios  |
| 2001              | Smallville: As Aventuras do Superboy | Trevor Chapell                | Episódio: "Hothead"                        |
| 2002              | Power Rangers: Força Animal          | Leo Corbett (Ranger Vermelho) | Episódio: "Forever Red"                    |
| 2002–04           | Everwood: Uma Segunda Chance         | Mike Erwin                    | 14 episódios                               |
| 2003–05           | One Tree Hill                        | Lucas Scott                   | Primeira voz 1ª–2ª temporada: 32 episódios |
| 2004              | Cold Case: Arquivo Morto             | Blake Shields (Barry)         | Episódio "Hubris"                          |
| Animes e desenhos |                                      |                               |                                            |
| 1995              | Toy Story – Um Mundo de Aventuras    | Andy                          |                                            |
| 1996              | Arthur                               | Buster Baxter                 | 1ª voz                                     |
| 1996              | O Pato Donald e Seus Sobrinhos       | Zézinho                       | 39 episódios                               |
| 2001              | Beyblade                             | Kai Hiwatari                  |                                            |
| 2002              | Luluzinha e Seus Pequenos Amigos     | Plínio Raposo                 |                                            |
| Filmes            |                                      |                               |                                            |
| 1995              | O Pestinha 3                         | Corky McCullum                |                                            |
| 1996              | Os Muppets na Ilha do Tesouro        | Jim Hawkins                   |                                            |
| 1996              | Space Jam: O Jogo do Século          | Michael Jordan                |                                            |
| 1997              | Ou Tudo ou Nada                      | Nathan                        |                                            |
| 2001              | Onze Homens e Um Segredo             | "The Amazing" Yen             |                                            |
| 2001              | Kate & Leopold                       | Dennis                        |                                            |
| 2002              | Fora de Controle                     | Tyler Cohen                   |                                            |
| 2004              | Uma História de Luta                 | John Lambrix                  |                                            |
| 2004              | Homem-Aranha 2                       | John Jameson                  |                                            |
| 2004              | A Nova Cinderela                     | Austin Ames                   |                                            |
| 2005              | A Casa de Cera                       | Nick Jones                    |                                            |
| 2013              | Laranja Mecânica                     | Georgie                       | Relançamento                               |
| 2020              | Muito Perto para o Natal             | Paul Barnett                  |                                            |

## Discografia

### Álbuns de estúdio
| Álbum     | Detalhes                                                |
| --------- | ------------------------------------------------------- |
| Meu Mundo | - Lançamento: 2009 - Formatos: CD - Gravadora: Deckdisc |